# Jean-Marie Alexandre
Jean-Marie Alexandre, né le 25 novembre 1946 à Souchez (Pas-de-Calais), est un instituteur et homme politique français, ancien membre du Parti socialiste puis du Mouvement des citoyens, il est secrétaire général du Mouvement républicain et citoyen jusqu'en juin 2008.

## Biographie
Né le 25 novembre 1946 à Souchez (Pas-de-Calais), Jean-Marie Alexandre est député au Parlement européen entre 1987 et 1994, membre du groupe du Parti socialiste européen. Il est conseiller technique au cabinet de Jean-Pierre Chevènement, ministre de la défense de 1988 à 1991.
Il est ensuite maire de sa ville natale et vice-président du conseil régional du Nord-Pas-de-Calais jusqu'en 2015.
Membre du MRC, il refuse le choix de la direction de se rapprocher de La France insoumise et de fusionner avec le mouvement APRÉS. Il participe le 12 novembre 2018 à la refondation du Mouvement des citoyens, dont il est élu premier secrétaire.